# 88만 원 세대
《88만 원 세대》는 경제학자 우석훈과 월간 말 기자 출신의 블로거이자 사회운동가인 박권일이 함께 쓴 책으로, 저임금노동으로 착취당하고 비정규직 노동자가 대부분이라 직업시장을 떠돌아다녀야 하는 20대 ~ 30대를 의미한다. 이 제목은 그대로 20대의 경제적 상황을 의미하는 사회용어로도 쓰이게 되었다. 2007년 8월에 진보 인터넷 신문 《레디앙》에서 출간된 '세대 간 불균형'에 관한 경제 비평서로 출판되었으며, "한국경제 대안 시리즈" 중 첫 번째 책이다. '절망의 시대에 쓰는 희망의 경제학'이라는 부제가 붙는다.
저자 우석훈은 2012년 3월 26일 자신의 블로그에 '88만원 세대'의 절판을 선언했다. 그는 자신의 저서가 의도와 다르게 활용됐다며, 이 책을 "세상에 준 기여보다 부정적 폐해가 더 많게 된 책"으로 평가했다. 특히 그는 손수조가 스스로를 '88만원 세대'로 지칭하는데 불편한 심기를 내비치며, 이 책이 "청춘들이 움직이지 않을 이유로 삼게 된 책"이라고 말했다. 우석훈은 "청춘들이여, 정신 좀 차려라"라며 독자들에게도 절판의 책임이 있음을 밝혔다. 블로그 글을 올린 후 우석훈은 실제로 출판사와 상의해 책을 절판시켰다. 절판시까지 판매량은 약 14만권으로 알려져 있다.
한편 공저자 박권일은 자신의 블로그에서 "<<88만원 세대>>의 절판에 동의한다. 그러나 우석훈씨가 내세운 절판의 이유에 동의하지 않는다"고 밝혔다. 박권일은 "책의 한계는 일차적으로 저자들에게 있다"며 "한계를 청년세대에게 전가해선 안된다"며 우석훈의 입장에 동의하지 않는 이유를 설명했다.

## 책 내용
'88만원 세대'란 용어는 비정규직으로 살거나 살 예정인 청년세대를 일컫는 표현이다. 저자들의 분석에 따르면 2007년 당시 20대는 약 88만원 월급의 비정규직 노동자가 될 확률이 높기 때문에 이런 용어가 붙여진 것이다. 이는 이탈리아 청년들의 경제적 상황을 표현한 용어이자 2005년 발행된 소설인 '천 유로 세대'(밀레우리스티(Milleuristi))를 연상케 한다.
88만원 세대 저자들은 현재 20대들이 세대 내의 경쟁에서 이긴다 하더라도 이전 세대인 386 세대, 유신 세대와의 경쟁을 계속해서 이어가야 한다고 진단한다. 이에 저자들은 책 표지의 구호처럼 "20대여, 토플책을 덮고 바리케이드를 치고 짱돌을 들어라"라고 주문한다. 이 대목 역시 책 제목만큼이나 폭넓게 사용됐다.
저자들이 말하는 '짱돌'은 은유적 표현이다. '짱돌'의 실제 내용은 20대끼리의 연대라고 볼 수 있다. 일례로 288페이지에서 저자들은 "만약 20대 1만 명 정도가 스타벅스에 가기를 거부하고 20대 사장이 직접 내려주는 커피와 차를 마시겠다는 선언을 했다고 생각해보자"라며 '짱돌'의 의미를 설명하고 있다.

## 영향
책 발간 이후 책의 판매량 자체도 높았지만, '88만원 세대'라는 단어가 한동안 20대를 상징하는 단어로 유행했다. 정치권, 언론, 학계는에서도 힘겨운 젊은 세대를 나타내는 단어로 이 말을 자주 사용했다.
<<88만원 세대>>의 성공 이후 암울한 청년세대를 나타내는 여러 용어들이 만들어지기 시작했다. 대표적인 것이 경향신문에서 만든 삼포세대다. 삼포세대는 '연애, 결혼, 출산 3가지를 포기한 세대'라는 의미를 담고 있다.
<<88만원 세대>> 이후 만들어진 용어로 보긴 어렵지만 '잉여'라는 자조적인 표현의 쓰임새도 늘어났다. '월간 잉여'라는 잡지도 생겼다.
2013년 2월 15일 헤럴드경제는 청년세대의 어려움을 반영하는 여러 가지 유행어들을 소개했다. 헤럴드경제는 삼포세대 외에도 민달팽이세대, 낙타세대라는 말이 생겨났다고 보도했다. 기사에 따르면 민달팽이 세대는 자가 주택 없이 고시원, 전월세를 전전하는 젊은이들을 껍데기가 없는 민달팽이에 비유한 표현이다. 낙타세대는 '낙타가 바늘구멍 통과하기만큼 어렵다'는 말에서 나온 것으로, 취업이 어려운 현실을 반영한 표현이다.

## 같이 보기
- 비슷한 용어
  - 수저계급론(숟가락계급론)
  - 삼포자
  - 삼포세대
  - 프레카리아트
  - 패러사이트 싱글
  - 700유로 세대
- 청년실업, 비정규직 등 관련 단어
  - 프리터
  - 공간 불일치(Spatial mismatch, 구직구인의 미스매칭 현상에 대한 이론)
  - 노동 빈곤층
  - 일용직
  - 최저임금
  - 생활임금
  - 2008년 그리스 반정부 시위
  - 카운터컬처(반문화)
- 신자유주의(자본의 세계화)